# Вея
Вея или Веа(араб. وع‎) — небольшой город на востоке Джибути, в регионе Арта. Второй по численности населения после Арты.
Он расположен на дороге N1, которая соединяет город со столицей страны. Абсолютная высота — 389 метров над уровнем моря.

## Демография
Городское население составляет, в основном, афроазиатские этнические группы, с преобладанием исса Сомали.

## Климат
Полусухой климат характерный для полупустынь. Продолжительное и жаркое лето (средняя температура 30-35 ° C) с незначительными осадками. Больше всего осадков выпадает в зимний период.
| Показатель                 | Янв. | Фев. | Март | Апр. | Май  | Июнь | Июль | Авг. | Сен. | Окт. | Нояб. | Дек. | Год   |
| -------------------------- | ---- | ---- | ---- | ---- | ---- | ---- | ---- | ---- | ---- | ---- | ----- | ---- | ----- |
| Абсолютный максимум, °C    | 25,9 | 26,1 | 28,1 | 30,6 | 34,3 | 38,4 | 39,0 | 38,1 | 35,7 | 31,4 | 28,3  | 26,6 | 31,88 |
| Абсолютный минимум, °C     | 17,8 | 18,9 | 20,3 | 22,6 | 25,9 | 29,4 | 27,9 | 27,5 | 27,7 | 22,8 | 20,0  | 18,4 | 23,27 |
| Норма осадков, мм          | 24   | 18   | 20   | 26   | 8    | 2    | 8    | 17   | 11   | 10   | 34    | 12   | 190   |
| Источник: Climate-Data.org |      |      |      |      |      |      |      |      |      |      |       |      |       |

## Города побратимы
- Лампедуза и Линоза, Италия
- Сан-Франсиско-Хавьер[англ.], Испания
- Баха, Оман